# Prokoenenia javanica
Prokoenenia javanica is een spinnensoort in de taxonomische indeling van de Palpigradi.
Het dier komt uit het geslacht Prokoenenia. Prokoenenia javanica werd in 1990 beschreven door Condé.